# Глушица (Вологодская область)
Глушица — деревня в Вологодском районе Вологодской области.
Входит в состав Марковского сельского поселения, с точки зрения административно-территориального деления — в Марковский сельсовет.
Расстояние по автодороге до районного центра Вологды — 29 км, до центра муниципального образования Васильевского — 7 км. Ближайшие населённые пункты — Захарово, Рогачёво, Спасс.
По данным переписи в 2002 году постоянного населения не было.